# Remote Operations Service Element
Remote Operations Service Element (ROSE) je služební rozhraní OSI definované v ITU-T Doporučení X.219, ISO/IEC Mezinárodní standard 9072-1, které:
- poskytuje funkčnost provádění vzdálených operací (remote operation)
- umožňuje interakce mezi entitami v distribuovaných aplikacích
- umožňuje vykonání operace při přijetí požadavku na provedení vzdálené služby a zaslání výsledku entitě, která o operaci požádala

Služby poskytované protokolem ROSE používají aplikační protokoly OSI jako X.400 a X.500 a signalizační protokol Transaction Capabilities Application Part (TCAP). Samotný protokol ROSE je definovaný pomocí ASN.1.